# ミハイル・ドミートリエヴィチ・ゴルチャコフ
ミハイル・ドミートリエヴィチ・ゴルチャコフ公（ロシア語: Михаи́л Дми́триевич Горчако́в、1793年2月8日 - 1861年5月30日（グレゴリオ暦））は、ロシア帝国の貴族、砲兵将校。クリミア戦争で軍を率いた後、1856年から死去までポーランドのナメストニクを務めた。ゴルチャコフ家の出身。

## 生涯
ドミトリー・ペトロヴィチ・ゴルチャコフの息子、ピョートル・ゴルチャコフの弟として生まれた。1807年にロシア帝国陸軍に入隊、ロシア・ペルシャ戦争の1810年戦役とナポレオン戦争の1812年から1815年までの戦役に参戦した。1828年から1829年までの露土戦争では1828年のシリストラ包囲戦と1829年のシリストラ包囲戦に参戦した。1830年に将官としての辞令を受けた後、11月蜂起の鎮圧に関わり、1831年2月25日のオルシュインカ・グロホフスカの戦いで負傷したほか、5月のオストロウェンカの戦いと9月のワルシャワの戦いで軍功を上げて中将に昇進した。1846年、ポーランドの軍総督に任命され、1849年に1848年ハンガリー革命の鎮圧に関わった。1852年には皇帝ニコライ1世の高級副官およびロシア陸軍の参謀長になっており、同年に初代ウェリントン公爵が死去したときはその葬儀にロシア軍の代表として参列した。
1853年にロシアがオスマン帝国に宣戦布告してクリミア戦争が勃発すると、最高指揮官としてロシア軍を率いてモルダヴィアとワラキアに進駐、翌1854年にドナウ川を渡河して3月にシリストラを包囲した。4月に更迭され、イヴァン・パスケヴィチが後任となったが、パスケヴィチがわずか2か月後の6月8日に辞任したためゴルチャコフが復帰した。その後、ゴルチャコフは7月にシリストラの包囲を解いてドナウ川を渡り、8月には本国へ撤退した。1855年、アレクサンドル・セルゲーエヴィチ・メーンシコフの後任としてセヴァストポリのロシア軍総指揮官に任命された。その後はセヴァストポリを放棄してその北に撤退したが、セヴァストポリの北の陣地を終戦まで守り切った。1856年、辞任したパスケヴィチの後任としてポーランドのナメストニクに任命され、1861年5月30日にワルシャワで死去した。生前の望みに従い、セヴァストポリに埋葬された。